# Équipe des Philippines masculine de water-polo
L'équipe des Philippines masculine de water-polo représente les Philippines dans les compétitions internationales masculines de water-polo et aux matchs amicaux. Elle est sous l'égide de Philippine Swimming, Inc. (PSI).

## Résultats

### Compétitions majeures

#### Bilan par compétition
| Tournoi                          | Apparitions | Classement final | Classement final | Classement final | Classement final | Classement final |
| Tournoi                          | Apparitions | Champions        | Finalistes       | Troisième place  | Quatrième place  | Total            |
| -------------------------------- | ----------- | ---------------- | ---------------- | ---------------- | ---------------- | ---------------- |
| Coupe des Challengers de la FINA | 2           | 0                | 0                | 0                | 1                | 1                |
| Jeux asiatiques                  | 3           | 0                | 0                | 0                | 0                | 0                |
| Coupe d'Asie                     | 1           | 0                | 0                | 0                | 0                | 0                |
| Jeux d'Asie du Sud-Est           | 7           | 0                | 5                | 0                | 1                | 6                |
| Total                            | 13          | 0                | 5                | 0                | 2                | 7                |

#### Coupe des Challengers de la FINA
- 2009 - 4e place
- 2019 - 5e place

#### Jeux asiatiques
- 1954 : 6e place
- 1958 : 5e place
- 2006 : 6e place

#### Championnats d'Asie de natation
- 2014 : Retiré

#### Coupe d'Asie
- 2013 - 5e place[1]

#### Jeux d'Asie du Sud-Est
- 2005 :  Médaille d'argent
- 2007 :  Médaille d'argent
- 2009 :  Médaille d'argent
- 2011 :  Médaille d'argent
- 2013 : N'a pas participé
- 2015 : 5e place
- 2017 : 4e place
- 2019 :  Médaille d'argent

### Tournois mineurs

#### Festival sportif d'Arafura
- 1993 :  Médaille d'argent